# Juan Pablo Vigón
Juan Pablo Vigon Cham (sinh ngày 20 tháng 7 năm 1991 ở Guadalajara, Jalisco) là một cầu thủ bóng đá người México hiện tại thi đấu cho Atlas F.C..